# Le Dessous des images
Le Dessous des images (en allemand : Mit offenen Augen, littéralement « Avec des yeux ouverts ») est une émission de télévision d’actualité diffusée sur la chaîne de télévision de service public franco-allemande Arte depuis le 11 avril 2023. Elle est enregistrée en français et diffusée du lundi au vendredi à 19 h 30 en France et est présentée par Sonia Devillers.

## Concept
Déclinaison de sa grande sœur Le Dessous des cartes, l’émission décrypte et analyse une image (fixe ou mobile) qui fait l’actualité.
Elle fait intervenir deux invités :
- généralement l’auteur de l’image ;
- un analyste spécialiste du type de l’image ou de son contexte.

## Historique
L’émission est tout d’abord diffusée en ligne de manière hebdomadaire à partir du 14 novembre 2022 sur YouTube et arte.tv. Puis, à partir du 11 avril 2023, l’émission est portée à l’antenne d’Arte, du lundi au vendredi, à 19 h 30.

## Liste des épisodes

### 2023
| Liste des émissions diffusées en 2023 (hors rediffusions)             | Liste des émissions diffusées en 2023 (hors rediffusions) | Liste des émissions diffusées en 2023 (hors rediffusions) | Liste des émissions diffusées en 2023 (hors rediffusions) | Liste des émissions diffusées en 2023 (hors rediffusions) | Liste des émissions diffusées en 2023 (hors rediffusions)                                                                          | Liste des émissions diffusées en 2023 (hors rediffusions) |
| Titre Youtube                                                         | Date                                                      | Journaliste                                               | Intervenant                                               | Expert                                                    | Thème(s) |                                                           |
| --------------------------------------------------------------------- | --------------------------------------------------------- | --------------------------------------------------------- | --------------------------------------------------------- | --------------------------------------------------------- | --- | --------------------------------------------------------- |
| 24h dans la savane tanzanienne : la nature fantasmée                  |                                                           | Clémence Leleu                                            | Stephen Wilkes                                            | Paul Ardenne                                              | Photographie de paysage - Photomontage - Naturalité et sublime                                                                     |                                                           |
| À table avec LeBron James                                             |                                                           | Michael Patin                                             | Gillian Laub                                              | Pierre Cras                                               | Portrait de famille de LeBron James - Condition des Afro-Américains                                                                |                                                           |
| Afghanistan : l'image, arme des femmes                                |                                                           | Hélène Assekour                                           | Solène Chalvon-Fioriti                                    | Saumava Mitra                                             | Condition des femmes en Afghanistan                                                                                                |                                                           |
| Alexeï Navalny : communiquer, même depuis une prison russe            |                                                           | Hélène Assekour                                           | Benjamin Quénelle                                         | Jan Matti Dollbaum                                        | Alexeï Navalny - Parodie de procès                                                                                                 |                                                           |
| Andrew Tate : l’influenceur masculiniste clashé par Greta Thunberg    |                                                           | Michael Patin                                             | Hardisk                                                   | Debbie Ging                                               | Masculinisme - Montage expressif                                                                                                   |                                                           |
| Assassinat de Shinzo Abe au Japon : l'instant d'après                 |                                                           | Eve Vanderstegen                                          | Karyn Nishimura-Poupée                                    | Vincent Lavoie                                            | Assassinat de Shinzō Abe - Instant décisif                                                                                         |                                                           |
| Atlas, le robot star de Boston Dynamics                               | 31/10/2023                                                | Eve Vanderstegen                                          | Justin Carpentier                                         | Thomas Brunel de Montméjan                                | Atlas - Vallée de l'étrange |                                                           |
| Au microscope, l'image trompeuse d'une fourmi                         |                                                           | Mathilde Blayo                                            | Eugenijus Kavaliauskas                                    | Luc Gomel                                                 | Macrophotographie - Paréidolie |                                                           |
| Auschwitz : le portrait colorisé d'une jeune déportée                 |                                                           | Agnes Hubschman                                           | Pawel Sawicki                                             | Adrien Genoudet                                           | Colorisation photographique et intégrité des sources                                                                               |                                                           |
| Aux États-Unis, un ours prend plus de 400 selfies                     |                                                           | Baptiste Lepinay                                          | Phillip Yates                                             | Thibault De Meyer                                         | Piège photographique - Anthropomorphisme                                                                                           |                                                           |
| Banksy et Instagram : d'un mur à l'autre                              |                                                           | Aurélia Rouvier                                           | Nicolas Laugero Lasserre                                  | Magda Danysz                                              | Art urbain sous le prisme des réseaux sociaux - Violence conjugale                                                                 |                                                           |
| Bliss, fond d'écran originel                                          |                                                           | Thibaut Schepman                                          | Charles O'Rear                                            | Estelle Zhong Mengual                                     | Colline verdoyante |                                                           |
| Burkina Faso : quand l'image fait le putsch                           |                                                           | Marion Guénard                                            | Yipo Vincent Bado                                         | Dork Zabunyan                                             | Coup d'État de septembre 2022 au Burkina Faso                                                                                      |                                                           |
| Californie : dauphins et surfeurs, une image qui trouble              |                                                           | Eve Vanderstegen                                          | Cliff Endsley                                             | Emmanuel Gouabault                                        | Relation Homme - dauphin |                                                           |
| Chats de guerre                                                       |                                                           | Fanny Arlandis                                            | Dogukan Keskinkılıç                                       | Éric Baratay                                              | Animaux et photographie de guerre                                                                                                  |                                                           |
| Chine : la révolte des papiers blancs                                 |                                                           |                                                           |                                                           |                                                           | |                                                           |
| Chine : les excès de la politique zéro-covid                          |                                                           |                                                           |                                                           |                                                           | |                                                           |
| Chine : purge en direct                                               |                                                           |                                                           |                                                           |                                                           | |                                                           |
| Chris Ware : le crayon et la terreur                                  |                                                           |                                                           |                                                           |                                                           | |                                                           |
| Climat : des militants aspergent Matignon de peinture orange          |                                                           |                                                           |                                                           |                                                           | |                                                           |
| Comment photographier une éclipse solaire                             |                                                           | Eve Vanderstegen                                          | Michael Goh                                               | Yaël Nazé                                                 | Éclipse solaire du 20 avril 2023 Astrophotographie Interprétations mythologiques ou religieuses des éclipses Chronophotographie    |                                                           |
| Corée du Nord : la propagande sur Youtube                             |                                                           | Camille Bourleaud                                         | Maxime Fabre                                              | Martyn Williams                                           | |                                                           |
| Corse : l'instant avant la tempête                                    |                                                           |                                                           |                                                           |                                                           | |                                                           |
| Coupe du monde 2022 : l'Argentine en liesse vue d'en haut             |                                                           |                                                           |                                                           |                                                           | |                                                           |
| Crash au Népal : la foule au premier rang                             |                                                           |                                                           |                                                           |                                                           | |                                                           |
| Dans les mines clandestines d’Afghanistan                             |                                                           |                                                           |                                                           |                                                           | |                                                           |
| Deepfake : fausse Catherine Deneuve dans vraie pub Cartier            |                                                           | Sophie Varillon                                           | Emmanuelle Guillon                                        | Murielle Joudet                                           | Deepfake - Spot publicitaire |                                                           |
| Dernier portrait d’Elisabeth II : longue tradition des photos royales |                                                           |                                                           |                                                           |                                                           | |                                                           |
| Derniers adieux à Kiev                                                |                                                           |                                                           |                                                           |                                                           | |                                                           |
| Des affiches de campagne retouchées à l'extrême                       |                                                           |                                                           |                                                           |                                                           | |                                                           |
| Donald Trump et les caricaturistes                                    | 02/10/2023                                                | Robin Andraca                                             | Edel Rodriguez                                            | Martial Guédron                                           | Dermatoglyphe - Métonymie - Caricature - Donald Trump - Couverture de magazine                                                     |                                                           |
| Drone américain contre avion de chasse russe : la guerre des images   |                                                           |                                                           |                                                           |                                                           | |                                                           |
| Du Nigeria aux Canaries : les miraculés du gouvernail                 |                                                           |                                                           |                                                           |                                                           | |                                                           |
| EA Sports FC 24 : la jaquette Fifa fait peau neuve                    |                                                           | Robin Andraca                                             | Pierre Trouvé                                             | Paul Dietschy                                             | EA Sports FC 24 Icône culturelle sportive                                                                                          |                                                           |
| Emmanuel Macron et la diplomatie du téléphone                         |                                                           |                                                           |                                                           |                                                           | |                                                           |
| En Floride, un déluge engloutit le rêve américain                     |                                                           |                                                           |                                                           |                                                           | |                                                           |
| En Ukraine, des statues russes et soviétiques dégradées               |                                                           |                                                           |                                                           |                                                           | |                                                           |
| Évolution du genre humain : une vidéo fait polémique                  |                                                           |                                                           |                                                           |                                                           | |                                                           |
| Excavatrice de Lützerath : de la mine à l’écran                       |                                                           |                                                           |                                                           |                                                           | |                                                           |
| Face au vide, un cliché Instagram                                     |                                                           |                                                           |                                                           |                                                           | |                                                           |
| Fashion Week : un tiktokeur détourne la mode                          | 18/04/2023                                                | Agnes Hubschman                                           | Shaheel Prasad                                            | Loïc Prigent                                              | Parodie de défilé de mode - Vidéo virale - Burlesque - Autodérision dans la mode                                                   |                                                           |
| Festival de Cannes : le rituel du tapis rouge                         |                                                           |                                                           |                                                           |                                                           | |                                                           |
| Fidel Castro : illustrer le passé grâce à l'intelligence artificielle |                                                           | Philippe Alleaume                                         | Michael Christopher Brown                                 | Arno Gisinger                                             | Post-photographie - Midjourney |                                                           |
| Finlande : l’affiche choc du parti nationaliste                       | 11/10/2023                                                | Lizzie Treu                                               | Marie Cazes                                               | Zvonimir Novak                                            | |                                                           |
| G20 à Bali : au cœur d'un conseil de guerre                           |                                                           |                                                           |                                                           |                                                           | |                                                           |
| Gender reveal : ces vidéos qui font le buzz                           |                                                           | Mathilde Blayo                                            | Aline Giantin                                             | Alexandre Gefen                                           | Fête de dévoilement du sexe - Stéréotype de genre - Extimité                                                                       |                                                           |
| Guerre en Ukraine : la première conférence de presse                  |                                                           |                                                           |                                                           |                                                           | |                                                           |
| Harry et Meghan en Photomaton comme tout le monde                     |                                                           |                                                           |                                                           |                                                           | |                                                           |
| IA : une image volontairement trompeuse de manifestation              |                                                           |                                                           |                                                           |                                                           | |                                                           |
| Il y a 50 ans, la première photo de la Terre                          |                                                           |                                                           |                                                           |                                                           | |                                                           |
| Inondations en Californie : une piscine dans le vide                  |                                                           |                                                           |                                                           |                                                           | |                                                           |
| Insolite ! Un dinosaure dessiné avec un GPS                           |                                                           |                                                           |                                                           |                                                           | |                                                           |
| Iran : Un hacking comme au cinéma                                     |                                                           |                                                           |                                                           |                                                           | |                                                           |
| Japon : le premier manga intégralement dessiné par une IA             |                                                           | Jean-Marie Pottier                                        | Rootport                                                  | Julien Bouvard                                            | |                                                           |
| JO 2024 : des pictogrammes qui font débat                             | 09/10/2023                                                | Robin Andraca                                             | Julie Matikhine                                           | Tiphaine Guillermou                                       | Pictogramme - Blason - Jeux olympiques d'été de 2024                                                                               |                                                           |
| JO Paris 2024 : les bonnets décapités                                 |                                                           |                                                           |                                                           |                                                           | |                                                           |
| Kim Jong-un fait son cinéma                                           |                                                           |                                                           |                                                           |                                                           | |                                                           |
| L’homme et le gorille : une longue histoire                           |                                                           | Julia Montfort                                            | Brent Stirton                                             | Rafael Wolf                                               | |                                                           |
| La braqueuse est en live                                              |                                                           |                                                           |                                                           |                                                           | |                                                           |
| La catastrophe et les parasols                                        |                                                           |                                                           |                                                           |                                                           | |                                                           |
| La fabrique à émojis                                                  | 14/11/2023                                                | Hélène Assekour                                           | Keith Broni                                               | Pierre Halté                                              | Émoji - Consortium Unicode - Langue universelle - O'Plérou                                                                         |                                                           |
| La rescapée de la Manche                                              |                                                           |                                                           |                                                           |                                                           | |                                                           |
| Lady Di, les paparazzis et Netflix                                    |                                                           |                                                           |                                                           |                                                           | |                                                           |
| Le photographe est dans le game                                       |                                                           |                                                           |                                                           |                                                           | |                                                           |
| Le succès d'un iceberg en forme de phallus                            |                                                           | Baptiste Lepinay                                          |                                                           |                                                           | Paréidolie |                                                           |
| Le yacht qui coule, histoire d'un mème                                |                                                           |                                                           |                                                           |                                                           | |                                                           |
| Les dieux en larmes                                                   |                                                           |                                                           |                                                           |                                                           | |                                                           |
| Les servantes de la colère                                            |                                                           |                                                           |                                                           |                                                           | |                                                           |
| L'homme et la baleine                                                 |                                                           |                                                           |                                                           |                                                           | |                                                           |
| Lofi girl : votre compagne de télétravail, star de YouTube            | 18/10/2023                                                | Mathilde Blayo                                            | Juan Pablo Machado                                        | Claire Balleys                                            | Lofi Girl - musique lo-fi - animation - sociologie de la solitude - communauté Internet - vidéos "Study with me" - hygge - nesting |                                                           |
| Logan Brown : premier homme trans enceint en couverture d’un magazine | 20/11/2023                                                | Aurélia Rouvier                                           | Deborah Joseph                                            | Clovis Maillet                                            | Représentation des personnes trans et de la transparentalité - Couverture de magazine                                              |                                                           |
| Manifestations : la révolution de l'image                             |                                                           |                                                           |                                                           |                                                           | |                                                           |
| Martinique : nouveau drapeau aux couleurs anticoloniales              | 07/09/2023                                                | Xavier Privat                                             | Michelle Monrose                                          | Zaka Toto                                                 | Drapeau de la Martinique |                                                           |
| Matteo Messina Denaro : arrestation du mafieux le plus recherché      |                                                           |                                                           |                                                           |                                                           | |                                                           |
| Michelle Obama : Tricot, féminisme et black power                     |                                                           |                                                           |                                                           |                                                           | |                                                           |
| Mission Artemis II : la NASA en mode Hollywood                        | 06/09/2023                                                | Hannah Barron                                             | Sami Aziz                                                 | Elsa De Smet                                              | Artemis II Récits de l'aventure spatial dans la fiction et la communication Figure de l'astronaute                                 |                                                           |
| Mondiaux de natation : un sauvetage spectaculaire                     |                                                           |                                                           |                                                           |                                                           | |                                                           |
| Mort de Nahel : la colère d'une mère endeuillée                       | 22/11/2023                                                | Agnes Hubschman                                           | Camille Millerand                                         | Eric Fassin                                               | Mort de Nahel Merzouk - Représentation du deuil                                                                                    |                                                           |
| Naufrage de migrants en Grèce: quel rôle ont eu les images            |                                                           |                                                           |                                                           |                                                           | |                                                           |
| New York dans la brume orange des incendies canadiens                 |                                                           |                                                           |                                                           |                                                           | |                                                           |
| Nos selfies transformés par l'intelligence artificielle               |                                                           | Mathilde Blayo                                            | Melissa Heikkilä                                          | Jean-Claude Heudin                                        | |                                                           |
| Orion, l'espace en couleurs                                           |                                                           |                                                           |                                                           |                                                           | |                                                           |
| Paléolithique : un dessin pour remonter le temps                      |                                                           |                                                           |                                                           |                                                           | |                                                           |
| Photographier l'exil à la frontière Mexique-USA                       | 24/10/2023                                                | Michael Patin                                             | Alfredo Estrella                                          | Marie-Laure Mallet                                        | Frontière entre les États-Unis et le Mexique - Immigration aux États-Unis                                                          |                                                           |
| Pink Floyd : un nouveau logo controversé                              | 03/05/2023                                                | Oivier Barthelemy                                         | Aubrey Powell                                             | Libero Zuppiroli                                          | Symbolique de l'arc-en-ciel - The Dark Side of the Moon - Dispersion - Pochette d'album                                            |                                                           |
| Portrait de l'ennemi public n°1                                       |                                                           |                                                           |                                                           |                                                           | |                                                           |
| Qatar : l'image clandestine                                           |                                                           |                                                           |                                                           |                                                           | |                                                           |
| Quand l'enluminure médiévale devient un mème                          |                                                           |                                                           |                                                           |                                                           | |                                                           |
| Quand Poutine instrumentalise la Seconde Guerre Mondiale              |                                                           |                                                           |                                                           |                                                           | |                                                           |
| Qui peut encore contrôler son image ?                                 |                                                           | Mathilde Blayo                                            | Christian Demeritt                                        | Joëlle Verbrugge                                          | Banque d'images Microstock Droit à l'image Littérature érotique                                                                    |                                                           |
| Rayyanah Barnawi, astronaute saoudienne et héroïne nationale          | 30/11/2023                                                | Emma Paoli                                                | Sarwat Nasir                                              | Benjamin Barthe                                           | Rayyanah Barnawi Condition des femmes en Arabie saoudite Programme spatial saoudien                                                |                                                           |
| Rédoine Faïd : l'évadé qui fascine (un peu trop) les médias           |                                                           |                                                           |                                                           |                                                           | |                                                           |
| Rentrée : 10 ans que vous voyez cette photo !                         |                                                           |                                                           |                                                           |                                                           | |                                                           |
| Requins: nouvelles stars d'Internet                                   |                                                           |                                                           |                                                           |                                                           | |                                                           |
| Révolte en Iran : les femmes défient le pouvoir                       |                                                           |                                                           |                                                           |                                                           | |                                                           |
| Rosie la riveteuse, icône patriotique devenue féministe               |                                                           |                                                           |                                                           |                                                           | |                                                           |
| Salvador : l'état contre les gangs, la guerre des images              |                                                           | Lizzie Treu                                               | Neil Brandvold                                            | Dennis Rodgers                                            | |                                                           |
| Santé des chefs d'État : silence, mensonge ou transparence            |                                                           |                                                           |                                                           |                                                           | |                                                           |
| Se filmer en sautant dans le vide : les vidéos qui donnent le vertige |                                                           |                                                           |                                                           |                                                           | |                                                           |
| Sénégal : bagarre générale à l'Assemblée                              |                                                           |                                                           |                                                           |                                                           | |                                                           |
| This is fine : histoire d'un mème politique                           |                                                           |                                                           |                                                           |                                                           | |                                                           |
| TikTok : la mise en scène des larmes                                  |                                                           |                                                           |                                                           |                                                           | |                                                           |
| TikTok : le cinéma de Wes Anderson inspire les tiktokeurs             |                                                           |                                                           |                                                           |                                                           | |                                                           |
| TikTok : les effets pervers du nouveau filtre « Bold glamour »        |                                                           | Jean-Marie Pottier                                        | Luke Hurd                                                 | Heather Widdows                                           | Selfie - Filtre - Glamour - Réseaux antagonistes génératifs                                                                        |                                                           |
| TikTok : Les secrets de fabrication des « vidéos satisfaisantes »     |                                                           |                                                           |                                                           |                                                           | |                                                           |
| Turquie : les images satellites racontent le séisme                   |                                                           |                                                           |                                                           |                                                           | |                                                           |
| Ukraine : la survivante et les décombres                              |                                                           |                                                           |                                                           |                                                           | |                                                           |
| Ukraine : le garçon de Kherson                                        |                                                           |                                                           |                                                           |                                                           | |                                                           |
| Ukraine : l'exécution filmée d'un soldat devenu martyr                |                                                           | Hannah Barron                                             | Faustine Vincent                                          | Guillaume Piketty                                         | Crimes de guerre lors de l'invasion russe de l'Ukraine                                                                             |                                                           |
| Ukraine : un piano dans la guerre                                     |                                                           |                                                           |                                                           |                                                           | |                                                           |
| Ukraine : un timbre de guerre inspiré de Titanic                      |                                                           |                                                           |                                                           |                                                           | |                                                           |
| Ukraine : Zelensky et le drone russe abattu                           |                                                           |                                                           |                                                           |                                                           | |                                                           |
| Un ballon chinois dans le ciel américain                              |                                                           |                                                           |                                                           |                                                           | |                                                           |
| Une épave de char russe exposée à Berlin                              |                                                           |                                                           |                                                           |                                                           | |                                                           |
| Une mine à ciel ouvert sublimée par une photo aérienne                |                                                           | Baptiste Lepinay                                          | Tom Hegen                                                 | Julie Noirot                                              | Photographie aérienne Esthétisation du laid et de Anthropisation                                                                   |                                                           |
| Une photo de la Lune inédite, prouesse d'un quasi-amateur             |                                                           |                                                           |                                                           |                                                           | |                                                           |
| Vélo, boulot, GoPro                                                   |                                                           |                                                           |                                                           |                                                           | |                                                           |
| Vidéo de propagande : la Russie fait sa promo                         |                                                           | Ephraïm Taba - Eloïse Layan                               | Vladimir Donn                                             | Marlène Laruelle                                          | |                                                           |
| Visite à Marioupol : la propagande de Vladimir Poutine                |                                                           |                                                           |                                                           |                                                           | |                                                           |
| Voie lactée : un étudiant photographie un « airglow »                 |                                                           | Charlotte Krebs                                           | Julien Looten                                             | Éric Lagadec                                              | |                                                           |
| Webcams touristiques, le voyage en un clic                            | 30/10/2023                                                | Ophélie Giomataris                                        | Yann Trotel                                               | Nicolas Thély                                             | Mouvement de caméra - Diffusion en direct sur Internet - Détournement de la vidéosurveillance                                      |                                                           |
| Wednesday Addams mène la danse                                        | 12/04/2023                                                | Sandie Dubois                                             | Jade Lavinia                                              | Aude Thuries                                              | Mercredi - Challenge TikTok - Vidéo virale musicale                                                                                |                                                           |
| YouTube : l'art des vignettes qui font cliquer                        | 21/11/2023                                                | Mathilde Blayo                                            | David Solero connu sous le nom Aziatack                   | Judith Caceres                                            | Miniature YouTube |                                                           |

### 2024
| Liste des émissions diffusées en 2024 (hors rediffusions)                     | Liste des émissions diffusées en 2024 (hors rediffusions) | Liste des émissions diffusées en 2024 (hors rediffusions) | Liste des émissions diffusées en 2024 (hors rediffusions) | Liste des émissions diffusées en 2024 (hors rediffusions) | Liste des émissions diffusées en 2024 (hors rediffusions)                                                                                              | Liste des émissions diffusées en 2024 (hors rediffusions) |
| Titre Youtube                                                                 | Date                                                      | Journaliste                                               | Intervenant                                               | Expert                                                    | Thème(s) |                                                           |
| ----------------------------------------------------------------------------- | --------------------------------------------------------- | --------------------------------------------------------- | --------------------------------------------------------- | --------------------------------------------------------- | --- | --------------------------------------------------------- |
| Des cartes de vœux numériques qui recyclent des clichés racistes              | 08/01/2024                                                | Baptiste Lepinay                                          | Runako Celina                                             | Sandrine Lemaire                                          | |                                                           |
| Japon : le premier ministre mange du poisson de Fukushima en direct           | 09/01/2024                                                | Pierre-Olivier François                                   | Karyn Nishimura-Poupée                                    | Makoto Takahashi                                          | |                                                           |
| Pourquoi les vidéos d'animaux nous font-elles tant rire ?                     | 15/01/2024                                                | Mathilde Blayo                                            | Ghalia Shamayleh                                          | Agatha Liévin-Bazin                                       | Anthropomorphisme - Néoténie |                                                           |
| Gabon : les affiches d'Ali Bongo déchirées                                    | 16/01/2024                                                | Mathis Lescanne                                           | Sophie Eyégué                                             | Emmanuel Fureix                                           | Coup d'État de 2023 au Gabon - Affichage électoral |                                                           |
| Jason Aldean : le clip country qui enflamme les USA                           | 17/01/2024                                                |                                                           |                                                           |                                                           | |                                                           |
| Argentine : la com' de Javier Milei, président populiste                      | 22/01/2024                                                | Caroline Conte                                            | Tomás Francisco Cuesta                                    | Morgane Belhadi                                           | Transgression - Populisme |                                                           |
| Drones en temps de guerre : un rôle décisif                                   | 23/01/2024                                                | Camille Bourleaud                                         | Xavier Tytelman                                           | Claus Gunti                                               | |                                                           |
| Pourquoi Netflix reprend One Piece ?                                          | 24/01/2024                                                | Robin Andraca                                             | Pauline Croquet                                           | Rafik Djoumi                                              | |                                                           |
| Un bateau de croisière hors-norme suscite l'indignation                       | 26/01/2024                                                | Ophélie Giomataris                                        | Caroline Britz                                            | Olivier Dehoorne                                          | Icon of the Seas - Infographie tridimensionnelle - Tourisme de masse et croisière                                                                      |                                                           |
| Ramzan Kadyrov : l'autocrate Tchétchène en camouflage Louis Vuitton           | 29/01/2024                                                | Hannah Barron                                             | Lukas Aubin                                               | Marc Beaugé                                               | Camouflage - Ramzan Kadyrov - Luxe - Conseil de guerre                                                                                                 |                                                           |
| Une famille dans l'exode du Haut-Karabagh                                     | 30/01/2024                                                |                                                           |                                                           |                                                           | |                                                           |
| Charles III à Versailles : les coulisses d'un banquet royal                   | 31/01/2024                                                | Katia Chapoutier                                          | Virginie Sellier                                          | Fabien Oppermann                                          | |                                                           |
| JO 2024 : un clip ukrainien appelle au boycott des athlètes Russes            | 05/02/2024                                                | Julia Montfort                                            |                                                           | Lukas Aubin                                               | |                                                           |
| Marine Le Pen : la photo de rentrée, un exercice de com'                      | 06/02/2024                                                | Erwan Manac'h                                             | Stéphane Dubromel                                         | Isabelle Veyrat-Masson                                    | |                                                           |
| L'Everest menacé par le tourisme de masse                                     | 07/02/2024                                                | Fanny Arlandis                                            | Tenzi Sherpa                                              | Etienne Jacquemet                                         | Sur-tourisme - Abandon de détritus - Everest - Green Boots                                                                                             |                                                           |
| Présidentielle américaine : les goodies de Joe Biden                          | 12/02/2024                                                | Mathis Lescanne                                           | James Bickerton                                           | Valérie Beaudoin                                          | |                                                           |
| Corée du Nord : le train, outil de propagande de Kim Jong-Un                  | 13/02/2024                                                | Alexia Gaillard                                           | Jean H. Lee                                               | Patrick Maurus                                            | |                                                           |
| Tibo InShape : le business du muscle                                          | 14/02/2024                                                | Suzanne Gervais                                           | Vincent Manilève                                          | Guillaume Vallet                                          | Tibo InShape - Vidéo de transformation physique - Imaginaire du super-héros - Origin story - Masculisme/Virilisme                                      |                                                           |
| 7 octobre : la frontière et le bulldozer                                      | 19/02/2024                                                | Hannah Barron                                             | Jacques Pezet                                             | Damien Simonneau                                          | Attaque du Hamas contre Israël de 2023 - Barrière de séparation israélienne - Couverture médiatique de la guerre à Gaza depuis 2023 - Photojournalisme |                                                           |
| Avalanche : il frôle la mort et fait le buzz                                  | 20/02/2024                                                | Hannah Barron                                             | Harry Shimmin                                             | Anne-Marie Granet-Abisset                                 | Avalanche - Vidéo virale - Tian Shan |                                                           |
| Macron-Poutine : les dessous d'une photo culte                                | 21/02/2024                                                | Judith Rueff                                              | Sylvain Tronchet                                          | Sylvie Kauffmann                                          | Table de réunion de Vladimir Poutine - Distanciation physique - Relations entre la France et la Russie                                                 |                                                           |
| Le Salon de l'agriculture : un rituel politique                               | 26/02/2024                                                | Michael Patin                                             | Ludovic Marin                                             | Thomas Guénolé                                            | Salon international de l'agriculture - Communication politique - Rite                                                                                  |                                                           |
| Fashion Week : la lutte des places                                            | 27/02/2024                                                | Léa Gasquet                                               | Stéphane Feugère                                          | Marc Beaugé                                               | Front row - Défilé de mode - Schiaparelli - Célébrité                                                                                                  |                                                           |
| "Sycamore Gap" : l'abattage d'un érable crée l'émoi                           | 28/02/2024                                                | Charlotte Krebs                                           | Owen Humphreys                                            | Véronique Dassié                                          | Sycamore Gap Tree - Arbre remarquable |                                                           |
|                                                                               | 04/03/2024                                                |                                                           |                                                           |                                                           | |                                                           |
|                                                                               | 05/03/2024                                                |                                                           |                                                           |                                                           | |                                                           |
|                                                                               | 06/03/2024                                                |                                                           |                                                           |                                                           | |                                                           |
| Rihanna casse les codes de la photo de famille                                | 07/03/2024                                                |                                                           |                                                           |                                                           | Rihanna |                                                           |
| New York sous le brouillard des feux canadiens                                | 11/03/2024                                                |                                                           |                                                           | André Gunthert                                            | |                                                           |
| GIF, Homer Simpson en boucle                                                  | 12/03/2024                                                | Robin Andraca                                             | Axel Beaussart                                            | Albin Wagener                                             | |                                                           |
| Arrestations de la militante Greta Thunberg : que disent ces images ?         | 13/03/2024                                                | Hannah Barron                                             | Henry Nicholls                                            | Albin Wagener                                             | Greta Thunberg |                                                           |
|                                                                               | 14/03/2024                                                |                                                           |                                                           |                                                           | |                                                           |
| Vidéos de soldats : nouvelles lettres du front                                | 18/03/2024                                                | Robin Andraca                                             | Vitali Chevtchenko                                        | Manon Pignot                                              | |                                                           |
| Cristiano Ronaldo en tenue saoudienne pour le club Al-Nassr                   | 19/03/2024                                                | Julia Le Correc                                           | Guillaume Vénétitay                                       | Raphaël Le Magoariec                                      | Droits de l'homme en Arabie saoudite - Sportswashing - Soft power par le sport                                                                         |                                                           |
| L'inondation catastrophe en Libye                                             | 20/03/2024                                                | Agnes Hubschman                                           | Johr Ali                                                  | Maud Devès                                                | Effondrement des barrages de Derna - Tempête Daniel - Liberté de la presse en Libye - Loi de proximité                                                 |                                                           |
| Pourquoi les vidéos de cuisine fonctionnent si bien sur TikTok ?              | 21/03/2024                                                | Sandie Dubois                                             | Hugo "Whoogy ́s"                                           | Évelyne Cohen                                             | TikTok - Emission culinaire - La cuisine comme lien social                                                                                             |                                                           |
| Trump : le croquis de procès                                                  | 25/03/2024                                                | Michael Patin                                             | Jane Rosenberg                                            | Frédéric Chauvaud                                         | Croquis d'audience - The New Yorker - Scandale Stormy Daniels-Donald Trump (en)                                                                        |                                                           |
| Gaza/Israël : Ursula von der Leyen s’affiche en zone de guerre                | 26/03/2024                                                | Christophe Carnino                                        | Bar Kallos                                                | Alexis Lévrier                                            | Couverture médiatique de la guerre à Gaza depuis 2023                                                                                                  |                                                           |
| Mexique: les narcotraficants, des figures médiatiques                         | 27/03/2024                                                | Philippe Alleaume                                         | Alfredo Estrella                                          | Thierry Noël                                              | |                                                           |
| Fails : les recettes d'un succès                                              | 28/03/2024                                                | Robin Andraca                                             | Morgan Prot                                               | Geneviève Beaulieu-Pelletier                              | Comique - FailArmy - Vidéo Gag - E-réputation |                                                           |
| Houthis : les rebelles filment leur assaut d'un cargo en Mer Rouge            | 02/04/2024                                                | Mathis Lescanne                                           | Quentin Müller                                            | Simon Thibault                                            | |                                                           |
| Surtourisme : l'Acropole d'Athènes noyée sous un flot de touristes            | 03/04/2024                                                | Gaëlle Corvest                                            | Thanassis Stavrakis                                       | Jean-Didier Urbain                                        | Sur-tourisme - Histoire et représentation du tourisme - Grand Tour                                                                                     |                                                           |
| World Press Photo 2023 : la photo de Marioupol récompensée                    | 04/04/2024                                                |                                                           | Kateryna Radchenko                                        | Clara Bouveresse                                          | |                                                           |
| TikTok : l'obsession du propre                                                | 05/04/2024                                                | Sandie Dubois                                             | Bruno Ginesty                                             | Gabrielle Stemmer                                         | |                                                           |
| NBA : un logo controversé                                                     | 22/04/2024                                                |                                                           | Alan Siegel                                               | Boris Helleu                                              | |                                                           |
| Le dilemme du reporter de guerre "embarqué"                                   | 23/04/2024                                                |                                                           | Agnès Vahramian                                           | Aimé-Jules Bizimana                                       | |                                                           |
| Rome : des saluts fascistes dans la rue                                       | 24/04/2024                                                |                                                           | Paolo Berizzi                                             | Jean-Yves Camus                                           | |                                                           |
| Skims : le soutien-gorge de Kim Kardashian                                    | 25/04/2024                                                |                                                           | Sébastien Houdusse                                        | Véronique Borboën                                         | Kateryna Radchenko - Skims - Soutien-gorge |                                                           |
|                                                                               |                                                           |                                                           |                                                           |                                                           | |                                                           |
|                                                                               |                                                           |                                                           |                                                           |                                                           | |                                                           |
|                                                                               |                                                           |                                                           |                                                           |                                                           | |                                                           |
|                                                                               |                                                           |                                                           |                                                           |                                                           | |                                                           |
|                                                                               |                                                           |                                                           |                                                           |                                                           | |                                                           |
| Inde : Modi inaugure sa campagne électorale dans un temple hindou             | 07/05/2024                                                | Emma Paoli                                                | Sophie Landrin                                            | Subir Sinha                                               | |                                                           |
| Le nouveau show de la demande en mariage                                      | 10/05/2024                                                | Mathilde Blayo                                            | Pauline Le Tendre                                         | Florence Maillochon                                       | Mise en scène de la demande en mariage sur les réseaux sociaux                                                                                         |                                                           |
| Anatomie d'une chute : l'histoire de l'affiche                                | 13/05/2024                                                | Salomé Hurel                                              | David Thion                                               | Delphine Robic Diaz                                       | Anatomie d'une chute |                                                           |
| SpaceX : Elon Musk réinvente le spectacle du lancement de fusée               | 14/05/2024                                                | Julie Terrasson                                           | Stephen Clark                                             | Arnaud Saint-Martin                                       | |                                                           |
| Apple sort son casque de réalité virtuelle (la promo fait le buzz)            | 15/05/2024                                                | Erwan Manac'h                                             | Stan Leloup                                               | Elsa Godart                                               | |                                                           |
| Poutine aux commandes d'un bombardier nucléaire                               | 21/05/2024                                                | Erwan Manac'h                                             | Elena Volochine                                           | Héloïse Faynet                                            | |                                                           |
| "White Party" : les People s'affichent en blanc                               | 22/05/2024                                                | Michael Patin                                             | Dante Hillmedo                                            | Floriane Zaslavsky                                        | Entre-soi, représentation et mise en scène des célébrités par elles-mêmes - Blanc                                                                      |                                                           |
|                                                                               | 23/05/2024                                                |                                                           | Éric Tualle                                               | Yann Ferguson                                             | |                                                           |
| JO paralympiques : la campagne des oubliés                                    | 26/08/2024                                                | Justine Lafon                                             |                                                           |                                                           | |                                                           |
| La Parisienne, éternel cliché                                                 | 27/08/2024                                                | Ruxandra Annonier                                         | Franziska Nazarenus                                       | Emmanuelle Retaillaud                                     | Parisienne - Cliché - Influenceur web - Petite robe noire                                                                                              |                                                           |
| IA: Pourquoi créer des robots qui nous ressemblent ?                          | 28/08/2024                                                |                                                           |                                                           |                                                           | |                                                           |
| Ruby Bridges : l'emblème de la déségrégation scolaire aux États-Unis          | 02/09/2024                                                |                                                           |                                                           |                                                           | |                                                           |
| "Hasbara" : la stratégie de propagande d’Israël                               | 04/09/2024                                                | Lizzie Treu                                               | Samuel Forey                                              | Amélie Férey                                              | Hasbara - Propagande - Guerre à Gaza |                                                           |
| Warming stripes: les bandes de couleur plus efficaces que le GIEC             | 05/09/2024                                                | Léa Gasquet                                               | Ed Hawkins                                                | Anne-Lyse Renon                                           | Warming stripes - Visualisation de données - Couleurs chaudes et froides                                                                               |                                                           |
| NEOM : l'utopie urbaine de Mohammed Ben Salmane                               | 09/09/2024                                                | Alicia Roux                                               | Clarence Rodriguez                                        | Alain Musset                                              | Utopie urbaine - Vision 2030 - Neom - Fait du prince                                                                                                   |                                                           |
| Confident des dictateurs et porte voix de l'Amérique conservatrice            | 10/09/2024                                                | Mathis Lescanne                                           | Sylvain Tronchet                                          | Romain Badouard                                           | Interview de Vladimir Poutine par Tucker Carlson - Tucker Carlson - Vladimir Poutine                                                                   |                                                           |
| Le président boxe pour l'objectif                                             | 11/09/2024                                                | Léa Gasquet                                               | Thierry Vedel                                             | Natacha Lapeyroux                                         | Communication politique d'Emmanuel Macron et des mouvements de droite au travers de la boxe - Photographie officielle - Soazig de La Moissonnière      |                                                           |
| Un célèbre tableau reproduit par un photographe avec des soldats              | 16/09/2024                                                | Tetiana Pryimachuk                                        | Émeric Lhuisset                                           | Philippe Dagen                                            | |                                                           |
| Elon Musk au mémorial d’Auschwitz : business ou diplomatie ?                  | 17/09/2024                                                | Michael Patin                                             | Jaap Arriens                                              | Asma Mhalla                                               | |                                                           |
| Inondations en Bourgogne : l’ampleur des dégâts                               | 18/09/2024                                                | Justine Lafon                                             | Arnaud Finistre                                           | Valentin Bardawil                                         | |                                                           |
| 10 Downing Street : le seuil du pouvoir britannique                           | 23/09/2024                                                | Agnes Hubschman                                           | Henry Zeffman                                             | Sophia Psarra                                             | |                                                           |
| Les talibans et l'image comme arme d'influence                                | 24/09/2024                                                | Lizzie Treu                                               | Rick Noack                                                | Romain Mielcarek                                          | |                                                           |
| Mark Zuckerberg s'excuse auprès des victimes de cyber-harcèlement             | 25/09/2024                                                | Caroline Conte                                            | Michael Zimmer                                            | Philippe Blachèr                                          | Cyberharcèlement - Excuse publique - Commissions du Sénat des États-Unis                                                                               |                                                           |
| Mort de Jane Birkin : un hommage à la Une                                     | 30/09/2024                                                | Léni Merat                                                | Lionel Charrier                                           | Jamil Dakhlia                                             | Nécrologie |                                                           |
| Ouragans : comment représenter la catastrophe ?                               | 01/10/2024                                                | Michael Patin                                             | Colin McCarthy                                            | Sylvain Le Moal                                           | Ouragan Otis - Imagerie spatiale |                                                           |
| Emmanuel Macron : la communication au comptoir                                | 02/10/2024                                                | Camille Bourleaud                                         | Willy Graff                                               | Philippe Moreau Chevrolet                                 | |                                                           |
| "Mukbang" : la recette du succès                                              | 03/10/2024                                                | Michael Patin                                             | Benjamin Joinau                                           | Florent Quellier                                          | Mukbang |                                                           |
| Gaza : les images sous étroite surveillance                                   | 07/10/2024                                                | Hannah Barron - Suzanne Gervais                           | Jacques Pezet                                             | Pascal Siggelkow                                          | |                                                           |
| Limule : une fascination abyssale                                             | 08/10/2024                                                | Gaëlle Pialot                                             | Laurent Ballesta                                          | Fleur Hopkins                                             | Limule - Photographie sous-marine |                                                           |
| Trump croit en Dieu pour gagner l'élection                                    | 09/10/2024                                                | Auriane Guerithault                                       | Mike Wendling                                             | Kristin Kobes du Mez                                      | |                                                           |
| Cisjordanie : un raid israélien frappe le Hamas en mondovision                | 10/10/2024                                                | Mathis Lescanne                                           | Oren Or Bittoun                                           | Rafaëlle Maison                                           | |                                                           |
| Russie : sabotages dans les bureaux de vote                                   | 15/10/2024                                                |                                                           | Sylvain Tronchet                                          | Laurent Le Gall                                           | |                                                           |
| Calvin Klein : une publicité déshabille Jeremy Allen White                    | 16/10/2024                                                |                                                           | Jennifer Wilson                                           | Benjamin Bloch                                            | Calvin Klein |                                                           |
| Astronomie : comment photographier la super Lune                              | 17/10/2024                                                |                                                           | Stelios Misinas                                           | Philippe Malgouyres                                       | |                                                           |
| Gaza : la vidéo d'une plage suscite la controverse                            | 21/10/2024                                                |                                                           | Osama Kahlout                                             | Lucie Moriceau-Chastagner                                 | |                                                           |
|                                                                               | 22/10/2024                                                |                                                           |                                                           |                                                           | |                                                           |
|                                                                               | 23/10/2024                                                |                                                           |                                                           |                                                           | |                                                           |
|                                                                               | 28/10/2024                                                |                                                           |                                                           |                                                           | |                                                           |
|                                                                               | 29/10/2024                                                |                                                           |                                                           |                                                           | |                                                           |
| Apple: la pomme écrasée par sa pub                                            | 30/10/2024                                                | David Caillon                                             | Maxime Delmas                                             | Catherine Dufour                                          | Echec d'une campagne publicitaire d'Apple - Love brand - Presse hydraulique - Destruction de la créativité par la technologie et l'IA                  |                                                           |
| Inde : l'image de l'asphyxie                                                  | 31/10/2024                                                | Gaëlle Pialot                                             | Arun Sankar                                               | Urmi Goswami                                              | |                                                           |
| "New Yorker", le trait de légende                                             | 04/11/2024                                                | Hannah Barron                                             | Malika Favre                                              | Françoise Mouly                                           | |                                                           |
| Élections présidentielles américaines : la vraie histoire du rouge et du bleu | 05/11/2024                                                |                                                           | Stephen Battaglio                                         | David Hopkins                                             | |                                                           |
| Des soldats de Tsahal se filment en célébrant les destructions à Gaza         | 06/11/2024                                                |                                                           | Aric Toler                                                | Frédéric Lambert                                          | |                                                           |
| Au Salvador : Bukele met en scène les arrestations                            | 12/11/2024                                                | Gabrielle Dréan                                           | Eric Lemus                                                | Thierry Maire                                             | |                                                           |
| Ukraine : ma porte-parole est une IA                                          | 13/11/2024                                                | Mathilde Blayo                                            | Igor Kryvolapov                                           | Laurence Devillers                                        | |                                                           |
| Charles III : le portrait du roi d'Angleterre                                 | 14/11/2024                                                | Suzanne Gervais                                           | Jonathan Yeo                                              | Alexandra Zvereva                                         | Portrait officiel - His Majesty King Charles III |                                                           |
| Macron-Lula : la mise en scène d'une amitié diplomatique                      | 18/11/2024                                                |                                                           |                                                           |                                                           | |                                                           |
| Windows : le bug informatique du siècle                                       | 19/11/2024                                                |                                                           |                                                           |                                                           | |                                                           |
| Mort de Yahya Sinouar : l'image fait-elle le martyr ?                         | 25/11/2024                                                |                                                           |                                                           |                                                           | |                                                           |
| Benyamin Nétanyahou valide l'exécution du chef de Hezbollah                   | 26/11/2024                                                |                                                           |                                                           |                                                           | |                                                           |
| Les mystérieuses vidéos d'un drone entré en Corée du Nord                     | 27/11/2024                                                |                                                           |                                                           |                                                           | |                                                           |
| Un haka en plein parlement de Nouvelle-Zélande                                | 28/11/2024                                                |                                                           |                                                           |                                                           | |                                                           |
| Inflation : les hypermarchés font porter le chapeau aux marques               | 02/11/2024                                                |                                                           |                                                           |                                                           | |                                                           |
| Corée du Nord : dans la fabrique de la bombe atomique                         | 03/11/2024                                                |                                                           |                                                           |                                                           | |                                                           |
| Russie : des agents très secrets accueillis par Poutine                       | 04/11/2024                                                |                                                           |                                                           |                                                           | |                                                           |
| La douleur universelle, World Press Photo 2024                                | 04/11/2024                                                |                                                           |                                                           |                                                           | |                                                           |
|                                                                               | 05/12/2024                                                |                                                           | James Kempton                                             | Errol Fuller                                              | Échinidé à long bec d’Attenborough - Piège photographique - Représentation des espèces disparues                                                       |                                                           |
|                                                                               | 09/12/2024                                                |                                                           |                                                           |                                                           | |                                                           |
|                                                                               | 10/12/2024                                                | Hélène Assekour                                           | Ismira Lutfia Tisnadibrata                                | Annina Claesson                                           | Utilisation de l'intelligence artificielle générative pour l'affichage électoral - Gemoy                                                               |                                                           |
|                                                                               | 11/12/2024                                                | Suzanne Gervais                                           | Laetitia Cherel                                           | Sébastien Ledoux                                          | Iconoclasme |                                                           |
|                                                                               | 12/12/2024                                                |                                                           |                                                           |                                                           | |                                                           |
|                                                                               | 13/12/2024                                                |                                                           |                                                           |                                                           | |                                                           |

### 2025
| Liste des émissions diffusées en 2025 (hors rediffusions) | Liste des émissions diffusées en 2025 (hors rediffusions) | Liste des émissions diffusées en 2025 (hors rediffusions) | Liste des émissions diffusées en 2025 (hors rediffusions) | Liste des émissions diffusées en 2025 (hors rediffusions) | Liste des émissions diffusées en 2025 (hors rediffusions)             | Liste des émissions diffusées en 2025 (hors rediffusions) |
| Titre Youtube                                             | Date                                                      | Journaliste                                               | Intervenant                                               | Expert                                                    | Thème(s)                                                              |                                                           |
| --------------------------------------------------------- | --------------------------------------------------------- | --------------------------------------------------------- | --------------------------------------------------------- | --------------------------------------------------------- | --------------------------------------------------------------------- | --------------------------------------------------------- |
| Moo Deng sur TikTok : le trop mignon va-t-il trop loin ?  | 06/01/2025                                                | Michael Patin                                             | Cagla Gündogdu                                            | Jean Estebanez                                            | Moo Deng - Mascotte et phénomène viral des zoos - Exploitation animal |                                                           |
| Grok, l'IA d'Elon Musk comme outil politique              | 07/01/2025                                                |                                                           |                                                           |                                                           |                                                                       |                                                           |
| Venezuela : Nicolas Maduro exhibe les contestataires      | 08/01/2025                                                | Hannah Barron                                             | Yoletty Bracho                                            | Romain Badouard                                           |                                                                       |                                                           |
| L'image, arme fatale des conflits maritimes               | 13/01/2025                                                | Salomé Hurel                                              | Camille Elemia                                            | Paul Charon                                               |                                                                       |                                                           |
| Ukraine : l'armée recrute avec des Pin-up                 | 14/01/2025                                                | Baptiste Lepinay                                          | Khrystyna Bondarenko                                      | Philippe Chapleau                                         | Pin-up - Recrutement de l'armée - Place des Femmes dans l'armée       |                                                           |
| Argentine : le biopic à la gloire de Javier Milei         | 15/01/2025                                                | Auriane Guérithault                                       | Anaïs Dubois                                              | Martin Goutte                                             |                                                                       |                                                           |
| Mar-a-Lago, antichambre du pouvoir trumpien               | 20/01/2025                                                | Hannah Barron                                             | David Thomson                                             | Alain Frachon                                             | Mar-a-Lago                                                            |                                                           |
| Quand l'armée française fait parler la poudre             | 21/01/2025                                                | Hannah Barron                                             | Romain Mielcarek                                          | Héloïse Fayet                                             | Signalement stratégique                                               |                                                           |
| Jack Doherty : l'homme que vous aimez détester            | 22/01/2025                                                | Clémentine Boulard                                        | David-Julien Rahmil                                       | Quentin Dumoulin                                          |                                                                       |                                                           |
| Iran : une étudiante se déshabille pour protester         | 27/01/2025                                                | Suzanne Gervais                                           | Aïda Tavakoli                                             | Amélie Myriam-Chelly                                      | Ahou Daryaei                                                          |                                                           |
|                                                           | 28/01/2025                                                |                                                           | Thomas Millot                                             | Édouard Lynch                                             |                                                                       |                                                           |
|                                                           | 29/01/2025                                                | Emma Paoli                                                | Minju Song                                                | François Hourmant                                         |                                                                       |                                                           |
|                                                           | 03/02/2025                                                |                                                           |                                                           |                                                           |                                                                       |                                                           |
|                                                           | 04/02/2025                                                |                                                           |                                                           |                                                           |                                                                       |                                                           |
|                                                           | 05/02/2025                                                |                                                           |                                                           |                                                           |                                                                       |                                                           |
|                                                           | 10/02/2025                                                |                                                           |                                                           |                                                           |                                                                       |                                                           |
|                                                           | 11/02/2025                                                |                                                           |                                                           |                                                           |                                                                       |                                                           |
|                                                           | 12/02/2025                                                |                                                           |                                                           |                                                           |                                                                       |                                                           |